# Nicolae Bălcescu (Alexandru Odobescu), Călărași
Nicolae Bălcescu (în trecut, Podu Lupii și Carol I) este satul de reședință al comunei Alexandru Odobescu din județul Călărași, Muntenia, România.